# Пятницкое (Елецкий район)
Пятницкое — упразднённое село на территории Елецкого района Липецкой области России. Ныне микрорайон Пятницкая в селе Большие Извалы, административном центре сельского поселения Большеизвальский сельсовет.

## Топоним
Название связано с церковью во имя святой Пятницы, находившейся в селении и сгоревшей

## История
В результате губернской реформы правительства Петра I в 1719 году Пятницкое вошло в Елецкую провинцию Воронежской губернии.
В начале XVIII века у села Пятницкое сменился владелец; им становится Фёдор Иванович Вадковский. Капитан лейб-гвардии Семёновского полка и будущий генерал-аншеф, сенатор (1779), был богатым землевладельцем. Только в Елецкой провинции ему принадлежали: село Покровское (Красная Поляна), где находилось центральное имение, Богословское, деревни Черницово, Богословское (Лопуховка), Братки, Суханино, Плоское, Екатериновка.
Со смертью Фёдора Ивановича все родовые владения унаследовал его сын Фёдор Фёдорович, сенатор, муж графини Чернышовой, дочери фельдмаршала.
Перед XX веком входило в Извальскую волость Елецкого уезда Орловской губернии.